# Romenay
Romenay – miejscowość i gmina we Francji, w regionie Burgundia-Franche-Comté, w departamencie Saona i Loara.
Według danych na rok 1990 gminę zamieszkiwało 1566 osób, a gęstość zaludnienia wynosiła 32 osoby/km² (wśród 2044 gmin Burgundii Romenay plasuje się na 136. miejscu pod względem liczby ludności, natomiast pod względem powierzchni na miejscu 32.).